# أكيكو كوباياشي (مغنية مؤلفة)
أكيكو كوباياشي (باليابانية: 小林明子؛ بالكانا: こばやし あきこ) هي مغنية مؤلفة يابانية، ولدت في 5 نوفمبر 1958 في طوكيو في اليابان.

## وصلات خارجية
- الموقع الرسمي
- أكيكو كوباياشي على موقع IMDb (الإنجليزية)
- أكيكو كوباياشي على موقع ميوزك برينز (الإنجليزية)
- أكيكو كوباياشي على موقع أول ميوزيك (الإنجليزية)
- أكيكو كوباياشي على موقع ديسكوغز (الإنجليزية)
- أكيكو كوباياشي على موقع ديسكوغز (الإنجليزية)